# زن استودیوز
زِن استودیوز (انگلیسی: Zen Studios) یک توسعه دهنده و ناشر بازی های ویدیویی مجارستانی است که دفتر مرکزی آن در بوداپست، مجارستان و دفاتری در ایالات متحده است. این استودیو به خاطر بازی‌های زن پین‌بال، پین‌بال اف‌اکس و همچنین کستل‌استورم شناخته می‌شود.